# L'udienza
L'udienza è un film drammatico del 1972 diretto da Marco Ferreri.
La pellicola è stata selezionata tra i 100 lungometraggi italiani da salvare.

## Trama
Amedeo, ufficiale in congedo, si reca a Roma per poter parlare con papa Paolo VI. A causa del suo comportamento bizzarro e potenzialmente pericoloso, il giovane viene pedinato dal commissario Aureliano Diaz. Quest'ultimo, scoperto l'intento di Amedeo, gli raccomanda una pensione economica dove può sistemarsi. L'abitazione è gestita da una accompagnatrice di lusso, tale Aiche. Fra i due nasce una relazione passionale. L'ex militare, approfittando delle conoscenze della donna, riesce ad ottenere un colloquio con il principe Donati, un personaggio losco, a stretto contatto con il clero.
Il nobile lo raccomanda a padre Amerin, un segretario della Santa Sede, incaricato di gestire mansioni burocratiche per il pontefice. Il presbitero rassicura il protagonista e gli promette che farà di tutto per esaudire il suo desiderio. L'impegno, tuttavia, non si realizza e Amedeo continua a girare invano per svariati uffici vaticani, chiedendo ostinatamente di essere ricevuto. Preso da un attacco di ira, arriverà perfino a scavalcare le transenne pur di essere ascoltato dal papa. Abbandonato da tutti, perfino dalla sua compagna Aiche che ha avuto un figlio da lui, l'ufficiale muore sotto il colonnato di San Pietro, stroncato da una polmonite. La morte di Amedeo sembra chiudere il caso ed è un sollievo per il commissario Diaz, quand'ecco che un altro giovanotto bussa al portone del Vaticano: vorrebbe parlare con il papa...

## Produzione

### Soggetto e sceneggiatura
L'idea nasce da Marco Ferreri, intenzionato a girare un film tratto da Il castello di Franz Kafka. Impossibilitato per questioni di diritto d'autore, l'autore decise di riadattare la vicenda ai giorni nostri, puntando il dito contro la burocrazia moderna e la Chiesa cattolica.

### Cast
La pellicola annovera attori di spicco. In primis, la scelta atipica di Enzo Jannacci, celebre cantautore italiano con alle spalle pochissima esperienza cinematografica. Nel cast compare come protagonista femminile Claudia Cardinale e l'interprete feticcio di Marco Ferreri, Ugo Tognazzi che, unitamente a Michel Piccoli, sarà protagonista anche de La grande abbuffata, film che uscirà due anni dopo.
Originariamente, il ruolo di Amedeo doveva essere assegnato a David Warner. A causa, tuttavia, di un incidente, il cineasta ripiegò sul cantautore.

## Distribuzione
L'udienza è uscito nelle sale cinematografiche italiane il 31 marzo del 1972. È stato esportato all'estero, dove ottenne un buon riscontro di pubblico in Francia; successivamente venne proposto in formato home video.
La Cineteca di Bologna ha realizzato il restauro del film, presentando la nuova versione al Festival di Venezia.

## Accoglienza
(Morando Morandini)

## Riconoscimenti
- Festival di Berlino 1972
  - Premio FIPRESCI
  - Nomination per l'Orso d'oro
- Globo d'oro 1972
  - Globo d'oro al miglior regista